# Mimetus vespillo
Mimetus vespillo är en spindelart som beskrevs av Brignoli 1980. Mimetus vespillo ingår i släktet Mimetus och familjen kaparspindlar.
Artens utbredningsområde är Sulawesi. Inga underarter finns listade i Catalogue of Life.